# Hannes Lindt
Hannes Lindt (* 30. Juli 1986 in Cottbus) ist ein ehemaliger deutscher Handballspieler. Er wurde meist im rechten Rückraum eingesetzt.

## Karriere
Hannes Lindt begann in seiner Heimatstadt beim HC Cottbus mit dem Handballspiel, bevor er 2003 zum 1. SV Concordia Delitzsch kam. Dort debütierte er in der 2. Handball-Bundesliga und stieg 2005 in die erste Handball-Bundesliga auf, 2006 allerdings sofort wieder ab. 2007 wechselte er daraufhin zu den SC Magdeburg Gladiators. Lindt lief meistens für Magdeburgs zweite Mannschaft, die SC Magdeburg Youngsters, auf. Im Sommer 2009 wechselte er zur HSG FrankfurtRheinMain, ehe er im November 2010 zum DHC Rheinland wechselte. Im Sommer 2011 schloss er sich dem TUSEM Essen an, mit dem er 2012 in die Bundesliga aufstieg. Nachdem der TUSEM 2013 wieder abgestiegen war, wechselte er zur SG BBM Bietigheim. Im Januar 2015 kehrte er nach Essen zurück. In der Saison 2015/16 stand er beim HC Elbflorenz unter Vertrag. Nach einer erneuten Knieverletzung beendete er seine Karriere im Sommer 2017.
Hannes Lindt wurde mit der deutschen U21-Juniorennationalmannschaft 2006 Europameister und 2007 Vize-Weltmeister.
2013 gründete Hannes Lindt zusammen mit seiner Familie und seinem Freund Fabian Böhm BeTuk – ein Textillabel mit einer Stiftung. Das Konzept basiert auf 100 % Nachhaltigkeit und Biobaumwolle. Die Stiftung unterstützt aktuell drei Projekte in den Bereichen Ökologie, Soziale Arbeit und Strukturförderung in Afrika.
Seit dem 1. Juli 2017 ist Hannes Lindt Geschäftsführer und Sportdirektor beim HV Grün-Weiß Werder.

## Privates
Lindt ist seit 2021 mit der Volleyball- und Beachvolleyballspielerin Louisa Lippmann verheiratet.